# Pidhaiciîkî, Zboriv
Pidhaiciîkî (în ucraineană Підгайчики) este un sat în comuna Iarcivți din raionul Zboriv, regiunea Ternopil, Ucraina.

## Demografie
Componența lingvistică a localității Pidhaiciîkî
     Ucraineană (100%)
Conform recensământului din 2001, toată populația localității Pidhaiciîkî era vorbitoare de ucraineană (100%).